# Pangrapta variegata
Pangrapta variegata är en fjärilsart som beskrevs av Rothschild 1920. Pangrapta variegata ingår i släktet Pangrapta och familjen nattflyn. Inga underarter finns listade i Catalogue of Life.